# La cavalcata ardente
La cavalcata ardente è un film muto italiano del 1925 diretto da Carmine Gallone, di coproduzione italo-tedesca.

## Trama
Nella Napoli del 1860, una ragazza di nome Grazia, appartenente ai Montechiaro fortemente filo-borbonica, è promessa in sposa al generale di Santafè. La ragazza è segretamente innamorata di Giovanni, un patriota e rivoluzionario.
Mentre si celebrano le nozze tra la giovane e il vecchio generale, a Napoli fanno ingresso le truppe di Garibaldi. Santafè cade in battaglia e il suo esercito vengono sconfitti dai garibaldini.
Grazia e Giovanni si incontrano, si sposano e coronano il loro sogno d'amore.